# Pornopedia
Pornopedia es una enciclopedia en línea orientada hacía temas relacionados con la pornografía, el erotismo y la sexualidad, ya sea actores o directores hasta películas y juguetes eróticos.
El sitio fue fundado por el actor porno y presentador de televisión alemán Till Kraemer. El medio utiliza el formato wiki.

## Temática
La temática de la enciclopedia está orientada hacia el mundo de la pornografía, pero sin mostrar ningún contenido pornográfico explícito. A diferencia de las Wikipedias u otras enciclopedias que utilizan el mismo formato y políticas similares, esta carece de políticas sobre relevancia, por lo que cualquier actor que no haya desarrollado una trayectoria o película pueden ser incluido.
Para poder editar, es menester registrarse primero. Las contribuciones de cada usuario son controladas por los administradores antes de que puedan postear alguna edición arbitraria, para combatir el vandalismo y el spam.

## En los medios de comunicación
La Pornopedia se dio a conocer en febrero del 2010 a través de un artículo publicado en el diario alemán Bild, además de aparecer en primera página del tabloide.
De 2009 a 2012, se publicaron varias historietas tituladas Das Porno-ABC en la revista Coupé, en donde la web ilustraba un artículo sobre una postura sexual o fetiche.
Los periódicos Berliner Kurier y Tz recurren a la Pornopedia como fuente en sus ediciones en línea.